# Дестют де Траси, Виктор
Виктор Дестют де Траси (9 сентября 1781, Париж — 13 марта 1864, Парей-ле-Фрезиль) — французский военный и политик, сын философа и политика Антуана Траси.

## Биография
В 1791 году поступил учиться в Политехническую школу, которую окончил с дипломом инженера. В 1800 году получил звание лейтенанта, в 1804 году — су-капитана в 4-м сапёрном батальоне. Служил в Булони, затем в составе французской итальянской армии в Далмации. В 1807 году возглавил 58-й пехотный батальон, вскоре после этого стал флигель-адъютантом генерала Себастиани, последовав за ним в Испанию, участвовал в испанской кампании Наполеона, был ранен. В 1812 году участвовал во вторжении французских войск в Россию, попал в плен к русским, был освобождён в 1814 году и повышен в звании до полковника. Фактически уволился с военной службы в 1818 году, чтобы заняться наукой, но официально его отставка состоялась в 1820 году в звании штабного полковника от инфантерии.
5 августа 1822 года был избран депутатом Палаты депутатов от Алье, принадлежал к левым. Попытался переизбраться в 1824 году, но безуспешно; вновь переизбирался 17 1827 года, на этот раз успешно, и вновь примкнул к оппозиции. 23 июня 1830 года был вновь переизбран и поддержал Июльскую монархию. хотя сам остался независимым от королевской партии. Впоследствии переизбирался в 1831, 1834, 1838, 1839, 1842 и 1846 годах, в 1841 году вошёл в состав государственного совета по сельскому хозяйству. Был известен своими агрономическими и экономическими работами. Выступал (хотя и не всегда) за отмену смертной казни, отмену наследственного пэрства, был также активным противником рабства чернокожих и работорговли и французской колонизации Алжира.
После начала революции 1848 года стал полковником 1-го легиона Национальной гвардии Парижа, 23 апреля 1848 года был избран в учредительное собрание от департамента Орн и вошёл в состав комитета по финансам. 23-26 июня того же года подавлял Июньское восстание. После избрания Луи Наполеона Бонапарта президентом был назначен министром военно-морского флота и колоний, занимая эту должность с 20 декабря 1848 по 2 июня 1849 года; именно при нём было отменено рабство во французских колониях, также он способствовал отмене смертной казни за политические преступления. 13 мая 1849 года был избран в парламент от Орна. В правительстве Барро был министром флота со 2 июня по 31 октября 1849 года. Выступил решительно против переворота 2 декабря 1851 года, когда Луи Наполеон провозгласил себя императором. В 1852 году попытался переизбраться депутатом от Орна, но потерпел поражение, после чего ушёл из политики и уехал в Парей-ле-Фрезиль, где занялся сельским хозяйством и прожил до конца жизни.